# 内野西が丘駅
内野西が丘駅（うちのにしがおかえき）は、新潟県新潟市西区内野西が丘2丁目にある、東日本旅客鉄道（JR東日本）越後線の駅である。
現在造成が進められている住宅地「パレットタウン西新潟」の開発事業の一環として開設された。

## 歴史
内野西が丘駅周辺は1970年代の福対協平和台団地の開発などから急速に宅地化が進み、また1975年には新潟西高校が開校、4年後に内野小学校から分離した西内野小学校の開校など、現在に至るまで人口が増加し続けている。しかし、この地区は、越後線が近くを通っているにもかかわらず、公共交通機関は新潟交通の路線バスだけしかなく、周辺住民は長年に亘って新潟市や国鉄・JR東日本新潟支社に対して新駅の設置を要望してきたものの、なかなか実現に至らなかった。
しかし、1990年代後半、新潟西高校の東側にある水田を宅地として開発することが決まり、これに合わせて新駅の設置についても改めて検討がなされることとなった。2000年（平成12年）5月17日、内野西土地区画整理組合（当時は同組合設立準備委員会）が、新駅設置の要望書をJR新潟支社に提出。その後新駅設置についての手続きが進められた。2004年（平成16年）2月6日、同組合が駅舎・駅前広場の建設費を負担する条件で新駅設置の施工協定が締結され、順次工事に着手。一般公募により、駅名「内野西が丘」が同年4月16日に決定した。駅名決定までの仮称は「西高校前」であった。

### 年表
- 2005年（平成17年）3月1日：開業[1]。
- 2006年（平成18年）1月21日：ICカード「Suica」の利用が可能となる[4]。
- 2017年（平成29年）7月10日：住居表示の実施により、住所が西区内野崎山から西区内野西が丘2丁目になる[2][3]。

### 駅名の由来
古くから新潟市の西の中心地として繁栄した内野の西に位置するほか、「丘」にはニュータウンの明るいイメージがあることから、これらを組み合わせた駅名が選ばれた。

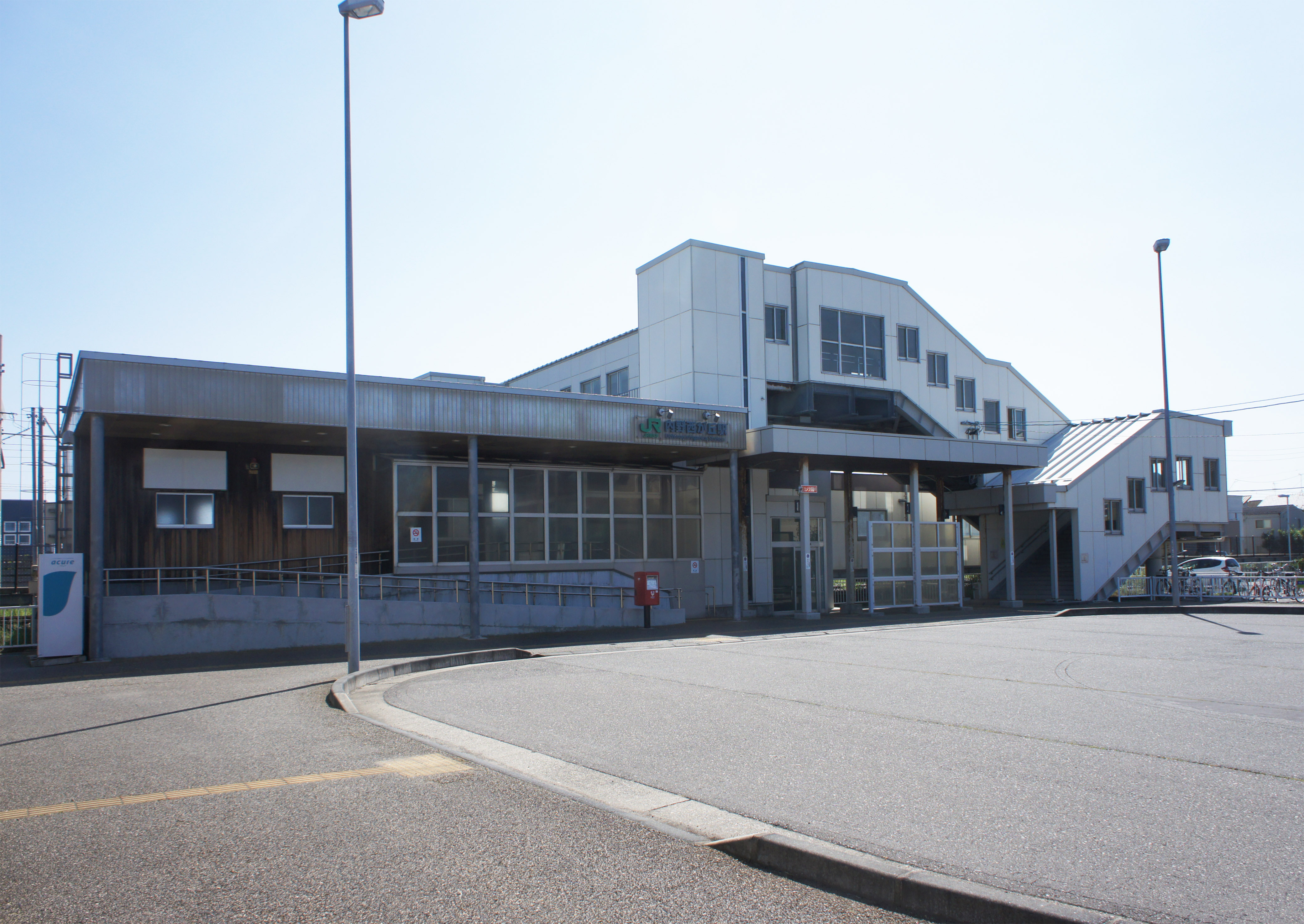
西口（2021年9月）

なお、西側の新潟県道2号新潟寺泊線沿いの住宅地は新潟砂丘の上に位置しているものの、当駅の施設や当駅開業とともに整備された新興住宅地は水田を埋め立てて造成された標高1 - 2メートルほどの低地にある。

## 駅構造
単式ホーム1面1線を有する地上駅である。線路西側に面してホームが設けられている。
新潟駅管理の無人駅となっている。ホーム入口には簡易Suica改札機と自動券売機（Suica、オレンジカードは使用不可)が設置されている。無人駅ではあるが、ホーム入口には多客時等に有人駅としても機能できるよう、窓口と事務室が予め設置されている。
駅舎内には待合室、トイレが、駅舎横には自動販売機が設置されている。
駅を跨ぐ形で駅東西を結ぶ跨線橋が設けられているが、将来はこれを改修して橋上駅舎に改装できるよう設計されている。バリアフリー対策として駅舎入口にはスロープが、跨線橋にはエレベーターが設置されている。

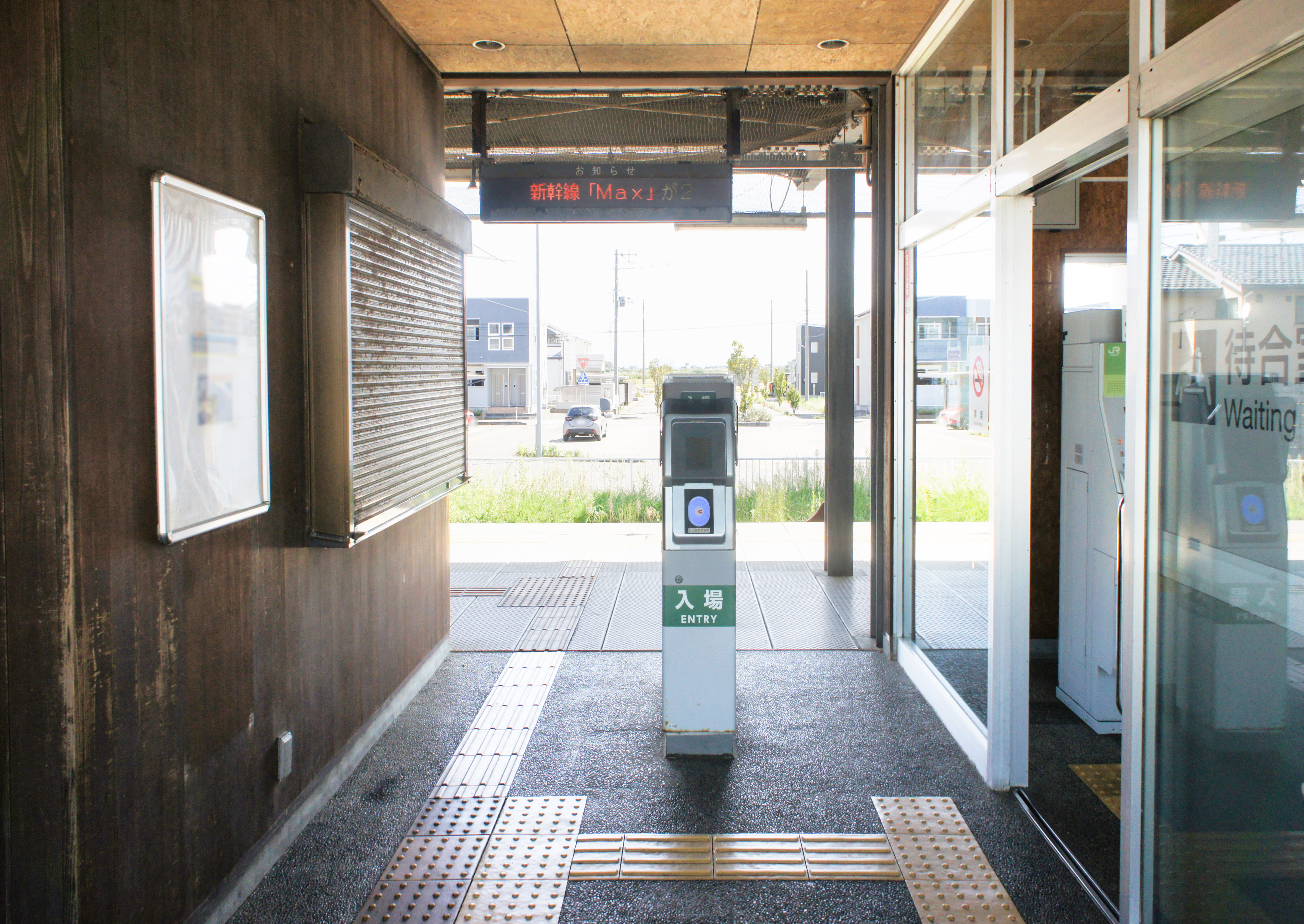
改札口（2021年9月）
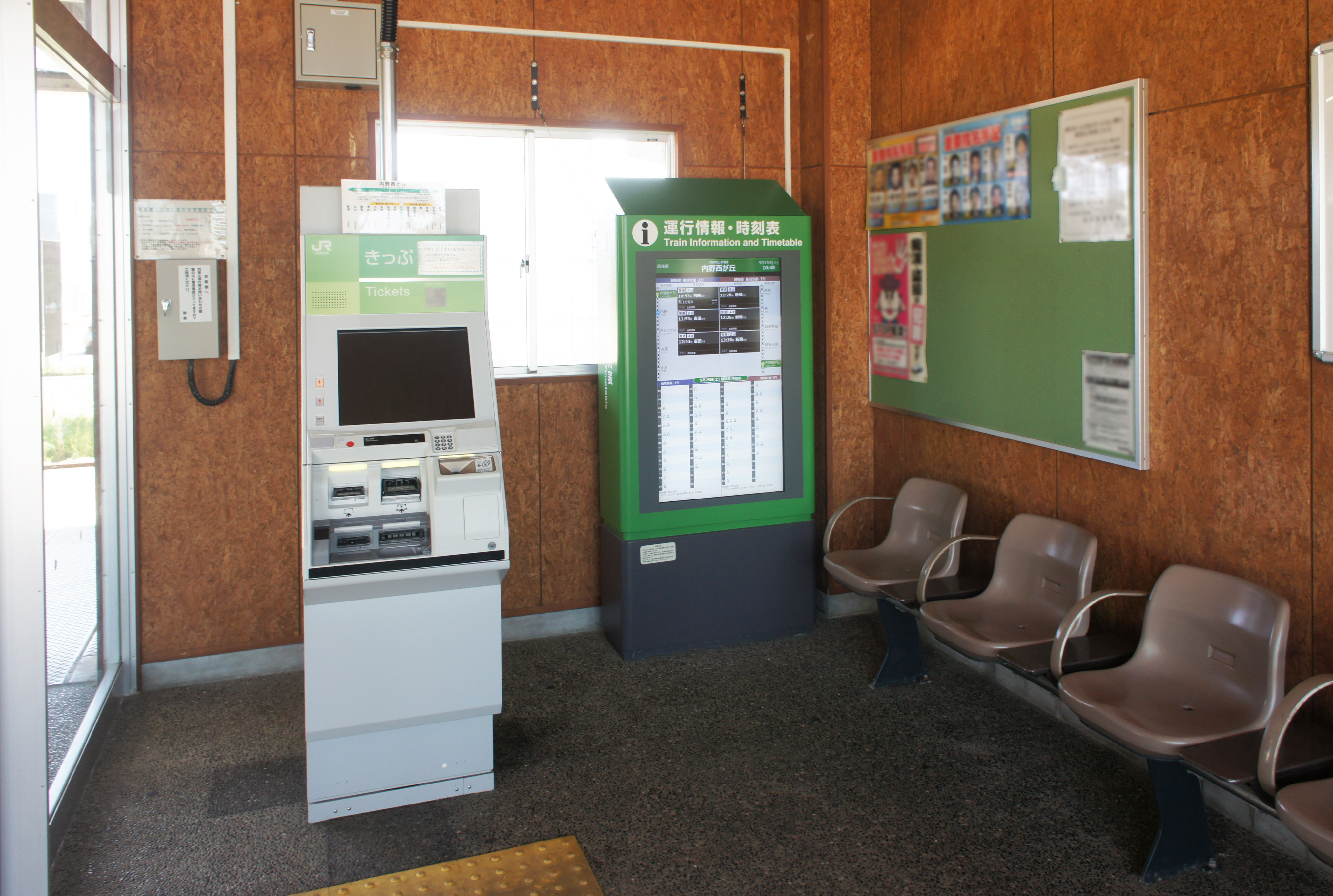
待合室（2021年9月）
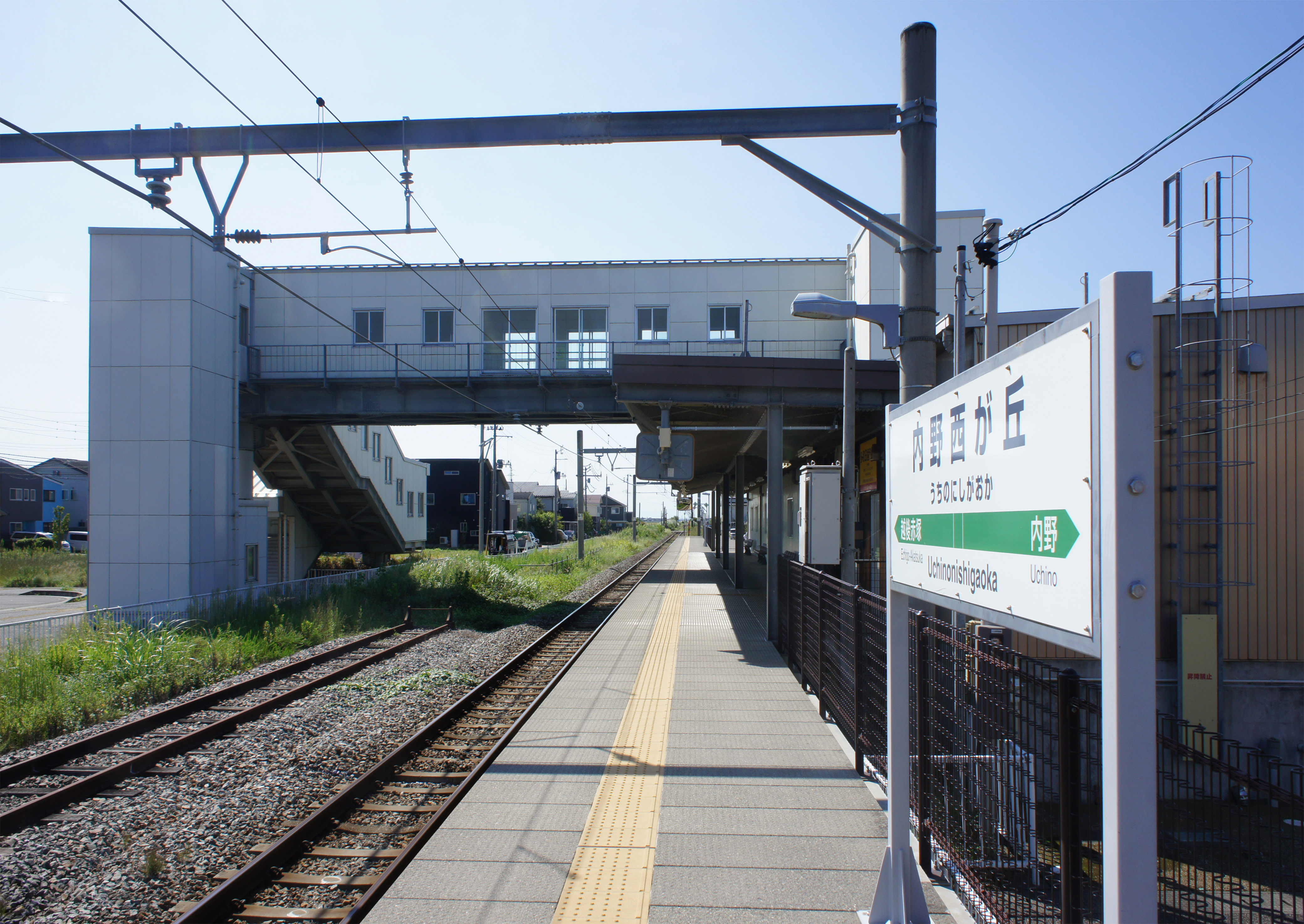
ホーム（2021年9月）

## 利用状況
「新潟市統計書」によると、2005年度（平成17年度）- 2010年度（平成22年度）の1日平均乗車人員の推移は以下のとおりであった。
| 乗車人員推移       | 乗車人員推移     | 乗車人員推移 |
| 年度               | 1日平均 乗車人員 | 出典         |
| ------------------ | ---------------- | ------------ |
| 2005年（平成17年） | 666              | [ 7 ]        |
| 2006年（平成18年） | 816              | [ 7 ]        |
| 2007年（平成19年） | 932              | [ 7 ]        |
| 2008年（平成20年） | 981              | [ 7 ]        |
| 2009年（平成21年） | 1,003            | [ 7 ]        |
| 2010年（平成22年） | 1,079            | [ 7 ]        |

無人駅については、発券データが正確に計上されないとして、2011年度（平成23年度）以降の乗車人員データが非公表となった。

## 駅周辺
上記の通り、駅周辺は約600区画を擁する住宅地「パレットタウン西新潟」。当駅はそのほぼ中心に位置している。

### 西口側
- 新潟県立新潟西高等学校[1]
- 新潟市立西内野小学校
- NHK新潟放送局 AMラジオ送信所
- 新潟県道2号新潟寺泊線（旧弥彦街道）
- どんち池
- 新潟交通 内野営業所
- ウエルシア 新潟西内野店
- 原信 内野店

### 東口側
- 新潟県自治研修所 - ただし、直接連絡可能な道路はなし

## 隣の駅
東日本旅客鉄道（JR東日本）
■越後線
越後赤塚駅 - 内野西が丘駅 - 内野駅